# Living with Yourself
Living with Yourself é uma série de televisão americana de comédia criada por Timothy Greenberg e lançada estreada 18 de outubro de 2019 na Netflix. É estrelada por Aisling Bea e Paul Rudd, que também serve como produtor executivo junto com Greenberg, Anthony Bregman, Jeff Stern, Tony Hernandez, Jonathan Dayton, Valerie Faris, e Jeffrey Blitz.

## Elenco

### Regular
- Paul Rudd como Miles Elliot e Miles Elliot clone
- Aisling Bea como Kate Elliot

### Recorrente
- Alia Shawkat como Maia
- Desmin Borges como Dan
- Karen Pittman como Lenore Pool
- Zoe Chao como Kaylyn

### Participações
- Jon Glaser como Henry
- Emily Young como Mousy
- Eden Malyn como Margaret
- Ginger Gonzaga como Meg
- Gabrielle Reid
- Gene Jones como Farmer Ray
- Tom Brady como ele mesmo

## Episódios

### 1.ª temporada (2019)
| N.º na série | N.º na temp. | Título                  | Dirigido por                    | Escrito por       | Lançamento            |
| ------------ | ------------ | ----------------------- | ------------------------------- | ----------------- | --------------------- |
| 1            | 1            | "The Best You Can Be"   | Jonathan Dayton & Valerie Faris | Timothy Greenberg | 18 de outubro de 2019 |
| 2            | 2            | "Made in a Strip Mall"  | Jonathan Dayton & Valerie Faris | Timothy Greenberg | 18 de outubro de 2019 |
| 3            | 3            | "Green Tea"             | Jonathan Dayton & Valerie Faris | Timothy Greenberg | 18 de outubro de 2019 |
| 4            | 4            | "Soul Mate"             | Jonathan Dayton & Valerie Faris | Timothy Greenberg | 18 de outubro de 2019 |
| 5            | 5            | "Va Bene"               | Jonathan Dayton & Valerie Faris | Timothy Greenberg | 18 de outubro de 2019 |
| 6            | 6            | "Neighbors and Friends" | Jonathan Dayton & Valerie Faris | Timothy Greenberg | 18 de outubro de 2019 |
| 7            | 7            | "Piña Colada"           | Jonathan Dayton & Valerie Faris | Timothy Greenberg | 18 de outubro de 2019 |
| 8            | 8            | "Nice Nowing You"       | Jonathan Dayton & Valerie Faris | Timothy Greenberg | 18 de outubro de 2019 |

## Produção

### Desenvolvimento
Em 16 de fevereiro de 2017, foi anunciado que a IFC havia dado um sinal verde para uma nova série de comédia criada por Timothy Greenberg.  Os produtores executivos da série deveriam incluir Greenberg, Jeffrey Blitz, Anthony Bregman e Jeff Stern. Blitz também foi escalado para atuar como diretor e a série. As empresas de produção envolvidas na série são Likely Story e Jax Media. 
Em 10 de agosto de 2018, foi anunciado que o projeto havia se mudado para a Netflix, que havia ordenado à produção uma série para uma primeira temporada composta por oito episódios.  A série está programada para ser escrita por Greenberg, que também deverá produzir executivo ao lado de Blitz, Bregman, Stern, Tony Hernandez, Jonathan Dayton e Valerie Faris e Paul Rudd. Dayton e Faris também deveriam atuar como diretores da série. 

### Seleção de elenco
Juntamente com o anúncio da mudança da série para a Netflix, foi confirmado que Paul Rudd havia sido escalado para os dois papéis principais da série.   Em 28 de agosto de 2018, foi anunciado que Aisling Bea havia se juntado ao elenco. 

### Filmagens
As gravações da primeira temporadas da série aconteceram em Nova York, durante o ano de 2018. 